# Felicità (film, 2020)
Pour les articles homonymes, voir Felicità (homonymie).
Pour plus de détails, voir Fiche technique et Distribution.
Felicità est un film français réalisé par Bruno Merle, sorti en 2020.

## Synopsis
Un père et une mère fantasques et imprévisibles. Mais cette fois, c'est promis, la petite Tommy va pouvoir effectuer sa rentrée au collège en toute sérénité. Enfin, on verra...

## Fiche technique
Sauf indication contraire, les informations mentionnées dans cette section peuvent être confirmées par la base de données cinématographiques Unifrance,  présente dans la section « Liens externes ».
- Réalisation : Bruno Merle
- Scénario et dialogues : Bruno Merle
- Photographie : Romain Carcanade
- Musique : Pygmy Johnson
- Décors : Frédéric Tabone
- Costumes Karine Chapentier
- Montage : Benjamin Favreul, Guillaume Lauras
- Son : Pablo Salaün
- Production : Bruno Nahon, Caroline Nataf
- Sociétés de production : Unité de production, Jack N'a Qu'un Oeil
- Société de distribution : Rezo Films
- Pays de production :  France
- Langue originale : français
- Format : couleur
- Genre : comédie dramatique, road movie
- Durée : 82 minutes
- Date de sortie : 
  - France : 15 juillet 2020

## Distribution
- Pio Marmaï : Timothée (dit Tim)
- Rita Merle : Tommy
- Camille Rutherford : Chloé
- Orelsan : le cosmonaute
- Bert Haelvoet : Marco
- Adama Niane : Serge Maillard
- Lulubelle Gobron-Amoti : Émilie Maillard
- Johanne Thibaut : Nathalie Maillard
- Emmanuelle Destremau : la chanteuse en fauteuil roulant

## Production
Le tournage a eu lieu à Lézardrieux, Pleudaniel, Plouha, Plouézec, Minihy-Tréguier, Vezin-le-Coquet et dans la Manche.

## Distinction

### Nomination
- César 2021 : Meilleur espoir féminin pour Camille Rutherford[1]

### Revue de presse
- Vincent Thabourey, « Felicità », Positif no 715, Institut Lumière-Actes Sud, Paris, septembre 2020, p. 46,  (ISSN 0048-4911)